# Pedro Pablo Vidal
Pedro Pablo Vidal Villagrán (Montevideo, 1777 - Ib., diciembre de 1846) fue un sacerdote y político rioplatense, que tuvo activa participación en el proceso de Independencia de la Argentina y el Uruguay.

## Biografía
Cursó sus primeros estudios en Montevideo, los secundarios en el Colegio de San Carlos de Buenos Aires, y los universitarios en Córdoba, donde se doctoró en teología. Hacia el año 1800 se ordenó sacerdote.
Era pariente de José Artigas y del futuro presidente Gabriel Antonio Pereira.
En 1802 fue nombrado provisor de la iglesia matriz de Montevideo; apoyó la lucha defensiva en la época de las Invasiones Inglesas. Su padre era, en esa época, miembro del cabildo de la ciudad y partidario de Martín de Álzaga.
Apoyó la Revolución de Mayo y tuvo que abandonar Montevideo; sin cargo fijo, quedó en Buenos Aires. A pesar de su parentesco, era uno de los hombres con que el Triunvirato contaba para intentar apaciguar la oposición de Artigas.
Fue diputado por Jujuy a la Asamblea del Año XIII, sin haber visitado jamás esa provincia: tal vez su única relación sería con los hermanos Gorriti, familia jujeña originaria de la Banda Oriental. Para solventarle sus gastos, lo nombraron miembro del cabildo eclesiástico de Buenos Aires, por un decreto del Triunvirato. Poco después, viajó a la Banda Oriental, donde logró el juramento de las tropas sitiadoras a favor de la Asamblea, aunque el de los seguidores de Artigas fue bajo ciertas condiciones. Se decidió por el partido de Alvear y se unió a la Logia Lautaro.
Fue uno de los negociadores, en nombre del general Alvear, para la rendición de su ciudad natal en 1814. Se lo nombró juez de las propiedades de los españoles que habían huido de Montevideo, y ejerció ese cargo con toda dureza, tanto para cobrar impuestos a los españoles, como para rematar sus bienes.
A la caída de Alvear, fue arrestado y expulsado del país. Se refugió en Río de Janeiro, donde apoyó al grupo de realistas de Montevideo refugiado en esa ciudad, en su insistencia para que los portugueses capturaran su provincia. Regresó a Montevideo con las tropas del rey de Portugal. De allí pasó a Buenos Aires en 1819, donde fue nombrado canónigo de la catedral, pero fue expulsado nuevamente al año siguiente, por exigencia de los federales, recientes vencedores en la batalla de Cepeda.
En 1821 regresó a Buenos Aires, donde apoyó la campaña de los Treinta y Tres Orientales para libertar a su provincia. Se hizo partidario de Bernardino Rivadavia y escribió en su favor en algunos de los numerosos periódicos de la época, atacando a sus opositores con violencia. Por corto tiempo fue diputado al congreso de Buenos Aires. Cuando, tras la caída de Rivadavia, Dorrego llegó al gobierno, fue enjuiciado por sus escritos. Por tercera vez, emigró a Montevideo, que aún estaba en poder de los portugueses.
Fue enviado por Fructuoso Rivera en una misión diplomática ante los gobiernos de Santa Fe y Entre Ríos. Cambiando la orientación de sus negociaciones, terminó mediando en la firma de tratados de amistad entre esas provincias y la de Buenos Aires, en que se delegaban las relaciones exteriores en el gobernador porteño.
Regresó en 1829 a Buenos Aires, para apoyar la aventura del general Juan Lavalle, que derrocó y fusiló a Dorrego; ese año fue párroco en el cercano pueblo de San Isidro.
De algún modo consiguió incorporarse al Partido Federal, y fue elegido diputado provincial. En 1834 escribió unas notas en la prensa en que atacaba al exgobernador Juan Manuel de Rosas; a los pocos días, su casa fue tiroteada por una partida de La Mazorca, tras lo cual se refugió nuevamente en Montevideo.
Para ese momento, el Estado Oriental del Uruguay estaba ya en manos del jefe colorado, Fructuoso Rivera, de quien Vidal se hizo partidario suyo, y ofició de secretario personal.
Se opuso con fuerza al presidente Manuel Oribe, y apoyó a Rivera en su revolución contra él y en el derrocamiento del presidente legal. Más tarde fue funcionario y senador, durante el segundo gobierno de Rivera y de sus sucesores.
Fue diputado nacional durante la 5.ª legislatura de la Cámara de Representantes (1843-1846). Durante la Guerra Grande, integró en 1846 la Asamblea de Notables que funcionó junto al Consejo de Estado como Poder Legislativo. Escribió varios panfletos contra Rosas desde Montevideo.
Falleció en Montevideo en diciembre de 1846.